# Горлицкий повет
Горлицкий повет (пол. Powiat gorlicki) — повет (район) в Польше, входит как административная единица в Малопольское воеводство. Центр повета — город Горлице. Занимает площадь 966,46 км². Население — 109 140 человек (на 31 декабря 2015 года).

## Административное деление
- города: Горлице, Беч, Бобова
- городские гмины: Горлице

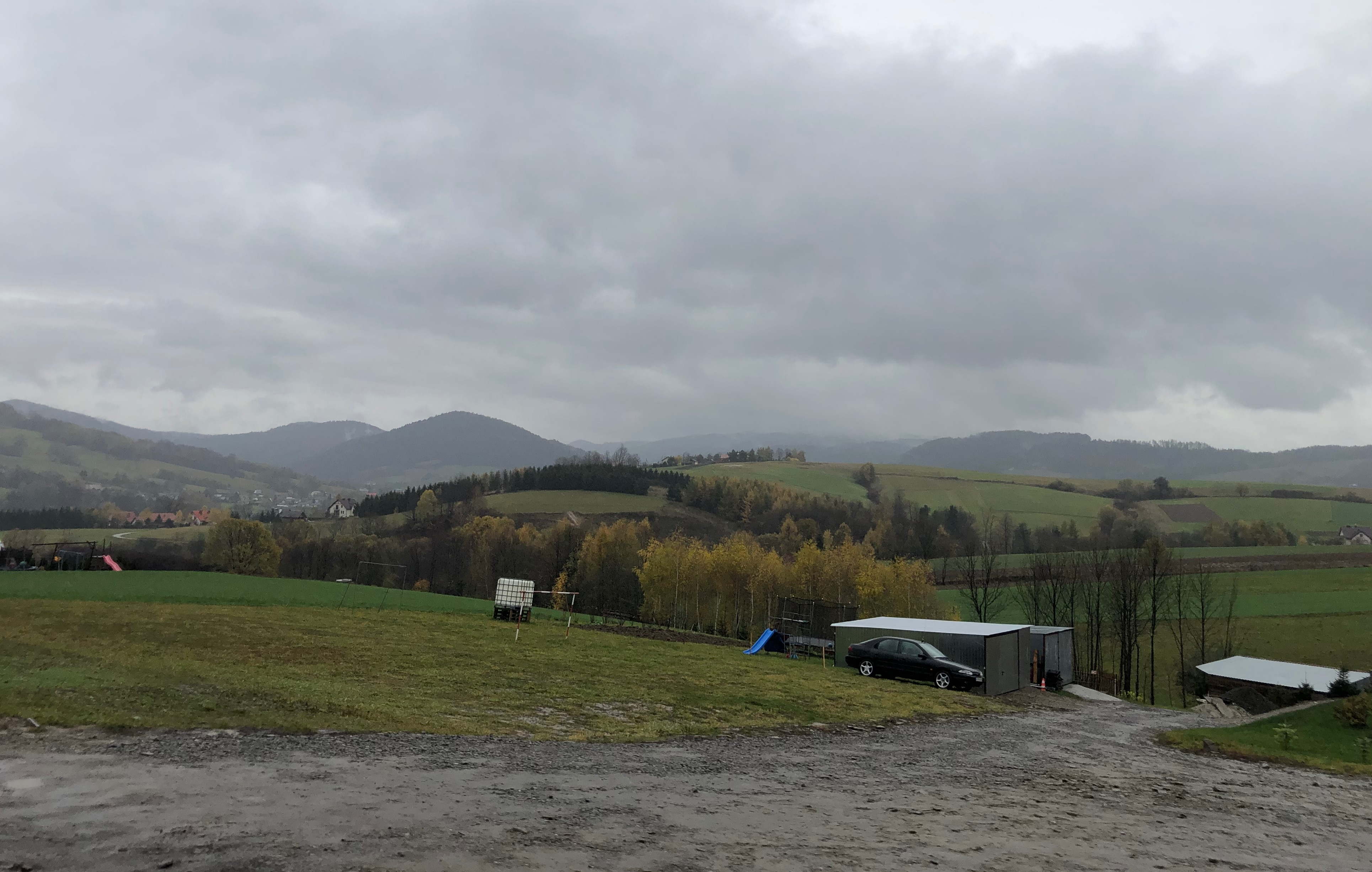
Ропа

- городско-сельские гмины: Гмина Беч, Гмина Бобова
- сельские гмины: Гмина Горлице, Гмина Липинки, Гмина Лужна, Гмина Мощеница, Гмина Ропа, Гмина Сенкова, Гмина Усце-Горлицке

## Демография
Население повета дано на 31 декабря 2015 года.
| Перепись            | Всего   | Мужчины | Женщины |
| ------------------- | ------- | ------- | ------- |
| Всего               | 109 140 | 54 054  | 55 086  |
| Городское население | 35 799  | 17 319  | 18 480  |
| Сельское население  | 73 341  | 36 735  | 36 606  |